# Мачаваріані Олександр Георгійович
Олександр Георгійович Мачаваріані (1884, місто Батум, тепер Батумі, Грузія — 22 квітня 1941, місто Тбілісі, тепер Грузія) — грузинський радянський діяч, хірург, заступник народного комісара охорони здоров'я Грузинської РСР, професор, доктор медицини. Кандидат у члени ЦВК Грузинської РСР з 1929 по 1931 рік, член ЦВК Грузинської РСР з 1931 по 1938 рік. Депутат Верховної ради СРСР 1-го скликання (в 1937—1941 роках).

## Життєпис
Народився в родині службовця. У 1902 році закінчив Кутаїську чоловічу гімназію. З 1902 по 1906 рік навчався на медичному факультеті імператорського Новоросійського університету в Одесі, звідки перевівся на навчання до військово-медичної академії в Санкт-Петербурзі. У 1910 році із відзнакою закінчив Санкт-Петербурзьку військово-медичну академію.
У 1910—1914 роках — ординатор хірургічної клініки Санкт-Петербурзької військово-медичної академії. Працював у професора М. Вельямінова, в 1911 році проводив вивчення епідемії зобу в Сванетії. У 1914 році захистив дисертацію на вчену ступінь доктора медицини та отримав призначення на роботу до одного із шпиталів Варшави.
У 1914—1917 роках — хірург-інструктор, головний хірург російської гвардійської армії на Північно-Західному, Південно-Західному та Північному фронтах, учасник Першої світової війни. З 1918 року працював хірургом у військових госпіталях на Кавказі.
З 1921 року — професор-завідувач кафедри факультетської хірургічної клініки, декан лікувального (медичного) факультету (з 1927 року), проректор Тифліського державного університету (з 1929 по 1930 рік); професор і директор Тбіліського медичного інституту. Одночасно був завідувачем хірургічного відділення другої міської лікарні Тифліса та консультантом лікувально-санаторного управління Народного комісаріату охорони здоров'я Грузинської РСР.
З 1932 року — член колегії Народного комісаріату охорони здоров'я Грузинської РСР; заступник народного комісара охорони здоров'я Грузинської РСР. Член ВКП(б).
Був членом редколегії низки медичних журналів, членом президії ЦК Товариства Червоного хреста Грузії, членом ЦК Спілки медсанпраці Грузинської РСР (з 1935 року), головою хірургічної секції Товариства лікарів Грузинської РСР.
Помер 22 квітня 1941 року в Тбілісі.

## Нагороди
- орден Трудового Червоного Прапора (24.02.1941)
- Заслужений діяч науки Грузинської РСР